# Aardbeving Halmahera juli 2019
De aardbeving op Halmahera van 14 juli 2019 vond plaats om 18:10:50 lokale tijd (9:10:50 UTC). Het epicentrum lag in het regentschap Zuid-Halmahera, 102 kilometer ten noordnoordoosten van de plaats Laiwui en 168 kilometer ten zuidzuidoosten van de stad Ternate, in de provincie Noord-Molukken (Indonesië). De beving had een kracht was 7,3 op de momentmagnitudeschaal en vond plaats op een diepte van 10 kilometer. Hoewel er geen officiële tsunamiwaarschuwing werd uitgegeven, vluchtte een deel van de kustbevolking in het getroffen gebied naar hoger gelegen zones.
De regionale rampenbestrijdingsorganisatie Badan Penanggulangan Bencana Daerah (BPBD) meldde aanvankelijk dat de beving 6 mensen het leven had gekost. Vijf personen raakten bedolven onder ingestorte gebouwen in de subdistricten Gane Timur Selatan en Gane Barat Selatan, en een bejaarde vrouw kwam om het leven tijdens de evacuatie uit Bacan Timur, een van de andere getroffen subdistricten. Het aantal slachtoffers werd later bijgesteld tot 14 doden en 129 gewonden.
Door de schade aan woningen raakten meer dan 50.000 mensen dakloos.